# Ханау
Ханау (на немски: Hanau) е град в провинция Хесен, Германия. Родно място e на братя Грим. В него е седалището на фирма Leybold Heraeus - производител на вакуумни инсталации за различни приложения.

## Известни личности
Родени в Ханау
- Руди Фьолер (1960), футболен треньор
- Роза Албах-Рети (1874-1980), актриса
- Вилхелм Грим (1786-1859), филолог
- Якоб Грим (1785-1863), филолог
- Хайнрих Кул (1797-1821), зоолог
- Георг фон Кюхлер (1881-1968), офицер
- Паул Хиндемит (1895-1963), композитор

## Побратимени градове
- Ньой сюр Сен (Франция).